# Far de la Banya
El Far de la Banya és un far de la Ràpita (Montsià) inclòs a l'Inventari del Patrimoni Arquitectònic de Catalunya.

## Descripció
El far és situat a la Punta de la Banya -platja que sobresurt cap al sud i a 3 milles al sud-est de la boca del port dels Alfacs-. Té una alçada de 23,70 m i 3 m de diàmetre. Està a 30 cm sobre el nivell del mar. S'empraven panells fotovoltaics que donen uns 26 o 25 A i alimenten una bateria elèctrica d'acumuladors de 700 A·h de capacitat, que accionen un llum elèctric de 150 watt/4 V, que té un abast de 12 milles. La torre és de formigó i els senyals diürns d'identificació són unes ratlles gruixudes blanques i negres a tot el seu voltant. Els antics habitatges dels treballadors estan enrunats.
A aquest tipus de far se'ls en diu d'"ocultació", ja que està equilibrat el temps de llum visible i de l'amagada. Té un grup de 4 i 1 "ocultacions", amb un ritme total de 20 segons.

## Història
Els fars d'aquesta zona van ser projectats el 1860 per D. Lucio del Valle. El que hi havia abans tenia una alçada de 18,70 metres, amb una torre de ferro, una mica cònica, pintada de color groc amb llanterna poligonal i cúpula de coure.
El far va deixar de tenir personal al seu servei l'any 1943. El 1975 es va començar la construcció de l'actual torre, on es va mantenir el sistema lluminós i durant un temps van estar tots dos junts. L'any 1985, aquest far fou automatitzat.
L'òptica era de la casa Chance, construïda el 1861, de 12 milles d'abast, revestit amb fusta. Aquest primitiu far fou traslladat, els anys 80, al port de Tarragona a iniciativa del seu antic director, Joaquin Juan Dalac, com a únic supervivent dels famosos fars de ferro del Delta de l'Ebre.
L'any 2003 el far de la Banya va ser restaurat i adequat com a extensió del Museu del Port de Tarragona. A l'antic habitatge del torrer, un espai hexagonal de 52 m2, una exposició permanent, mostra diferents objectes relacionats amb el món dels senyals marítims. En l'actualitat està tancat temporalment. Arxivat 2015-07-12 a Wayback Machine.